# Liste von Bergen und Erhebungen des Naturparks Eichsfeld-Hainich-Werratal
Die Liste von Bergen und Erhebungen des Naturparks Eichsfeld-Hainich-Werratal enthält eine Auswahl von Bergen und Erhebungen und deren Ausläufern des im Nordwesten von Thüringen (Deutschland) gelegenen Naturparks Eichsfeld-Hainich-Werratal.

## Landschaften
Hierzu zählen in erster Linie Berge der Nordwestlichen Randplatten des Thüringer Beckens:
- Gobert (bis 543,4 m)
- Oberes Eichsfeld (bis 520,6 m)
- Ringgau (bis 503,8 m)
- Hainich (bis 493,9 m)
- Falkener Platte (bis 478,1 m)

und des Westthüringer Berg- und Hügellandes:
- Creuzburg–Eisenacher Graben (bis 385,8 m).

## Tabelle
Fünf Spalten der in der Ausgangsansicht absteigend nach Höhe in Meter (m) über Normalhöhennull (NHN; wenn nicht anders angegeben laut ) sortierten Tabelle sind durch Klick auf die Symbole bei ihren Überschriften sortierbar. In der Spalte „Berg, Erhebung, Nebengipfel“ sind Alternativnamen in Klammern gesetzt, kleingedruckt und kursiv geschrieben.
Die in der Tabelle verwendeten Abkürzungen sind unten erläutert.
| Berg, Erhebung, (Nebengipfel) | Höhe (m) | Naturraum                                        | Lage: Ortschaft/en (bei/zwischen) (s. u.) | Kreisfreie Stadt, Landkreis/e (s. u.) | Kommentar/e, Ort von… (Sehenswürdigkeiten; Besonderheiten)                                                                    | Bild                                                      |
| ----------------------------- | -------- | ------------------------------------------------ | ----------------------------------------- | ------------------------------------- | --- | --------------------------------------------------------- |
| Goburg                        | 543,40   | Gobert                                           | Volkerode                                 | EIC                                   | höchster Berg vom: – Naturpark – Eichsfeld, bewaldet, RL (an der Grenze zu Hessen)                                            | Höchste Erhebung im Eichsfeld mit Informationstafel       |
| Rachelsberg                   | 523,20   | Gobert (Nordteil)                                | Schwobfeld                                | EIC                                   | bewaldet, Dolomitfelsen am Schlittstein                                                                                       | Der Rachelsberg von den Dieteröder Klippen aus gesehen    |
| Höheberg                      | 520,60   | Oberes Eichsfeld                                 | Dieterode, Krombach                       | EIC                                   | Dieteröder Klippen, Aussichtspunkte                                                                                           | Blick aus Richtung Dieterode zum Höheberg                 |
| Rain                          | 516,50   | Oberes Eichsfeld                                 | Effelder, Struth                          | EIC                                   | RL, landwirtschaftlich genutzt                                                                                                | Der Rain mit dem Windpark Büttstedt im Hintergrund        |
| Warteberg                     | 515,90   | Oberes Eichsfeld                                 | Flinsberg                                 | EIC                                   | Aussichtsberg, ehem. Warte | Der Warteberg aus südlicher Richtung gesehen              |
| Hockelrain                    | 515,40   | Dün                                              | Kreuzebra                                 | EIC                                   | Aussichtsberg, FMT | Funkmast auf dem Hockelrain                               |
| Junkerkuppe                   | 510,70   | Höheberg                                         | Bornhagen, Lindewerra                     | EIC                                   | RL (an der Grenze zu Hessen), bewaldet, NSG Kelle-Teufelskanzel, Teufelskanzel (Sandsteinfels; 452 m), Gasthaus Teufelskanzel | Blick von Norden zur Junkerkippe                          |
| Amtklafter                    | 504,00   | Oberes Eichsfeld                                 | Wachstedt                                 | EIC                                   | höchster Berg vom Westerwald, bewaldet                                                                                        | Das Forsthaus Westerwald auf dem Amtklafter bei Wachstedt |
| Heldrastein                   | 503,80   | Ringgau (Nordteil)                               | Heldra, Schnellmannshausen                | WAK                                   | AT (Turm der Einheit), NSG Merteltal-Heldrastein                                                                              | Der Heldrastein aus Richtung Großburschla gesehen         |
| Alter Berg                    | 493,90   | Hainich                                          | Craula, Berka vor dem Hainich             | WAK                                   | höchster Berg vom: – Hainich – Nationalpark Hainich, bewaldet                                                                 | Der Alte Berg von Süden                                   |
| Hohes Rode                    | 493,00   | Hainich                                          | Eigenrieden, Heyerode                     | UH                                    | bewaldet, FMT | Luthereiche und Fernmeldeturm auf dem Hohen Rode          |
| Röhringsberg                  | 487,00   | Oberes Eichsfeld                                 | Birkenfelde, Thalwenden, Röhrig           | EIC                                   | bewaldet | Der Röhringsberg vom Rusteberg gesehen                    |
| Keudelskuppe                  | 484,70   | Wanfrieder Werrahöhen                            | Döringsdorf                               | EIC                                   | RL (an der Grenze zu Hessen), bewaldet                                                                                        | Die Keudelskuppe aus westlicher Richtung                  |
| Dörnerberg                    | 478,10   | Falkener Platte                                  | Diedorf, Schierschwende                   | UH                                    | teils bewaldet, Aussicht |                                                           |
| Schimberg                     | 473,40   | Oberes Eichsfeld                                 | Martinfeld, Ershausen                     | EIC                                   | bewaldet | Der Schimberg oberhalb von Ershausen                      |
| Winterstein                   | 467,60   | Hainich                                          | Hallungen, Langula                        | UH                                    | bewaldet |                                                           |
| Semmberg                      | 465,10   | Hainich                                          | Oberdorla, Heyerode                       | UH                                    | bewaldet |                                                           |
| Lengenberg                    | 461,60   | Oberes Eichsfeld                                 | Lutter, Fürstenhagen                      | EIC                                   | bewaldet, NSG Lengenberg mit Eibenwald                                                                                        | Der Lengenberg von der Maienwand gesehen                  |
| Schlegelsberg                 | 461,20   | Oberes Eichsfeld                                 | Faulungen                                 | UH                                    | teils bewaldet, NSG Klosterschranne-Faulunger Stein                                                                           | Der Schlegelsberg oberhalb von Faulungen                  |
| Karnberg (Auf der Delle)      | 4610     | Wanfrieder Werrahöhen                            | Wendehausen, Treffurt                     | UH                                    | RL (an der Grenze zu Hessen), teilweise bewaldet, Grenzturm                                                                   | Ehemaliger Grenzturm auf dem Karnberg                     |
| Iberg                         | 453,20   | Oberes Eichsfeld                                 | Heilbad Heiligenstadt                     | EIC                                   | bewaldet, Iberg-Rennen |                                                           |
| Haardt                        | 451,30   | Hainich                                          | Kammerforst, Mihla                        | UH WAK                                | bewaldet |                                                           |
| Stöckigtsberg                 | 450,20   | Ringgau (Nordteil)                               | Scherbda, Schnellmannshausen              | WAK                                   | höchster Berg der Scherbdaer Platte, teils bewaldet                                                                           | Der Stöckigtsberg vom Heldrastein aus gesehen             |
| Hülfensberg                   | 448,20   | Rosoppe-Frieda- Hügelland                        | Geismar                                   | EIC                                   | bewaldet, Wallfahrtsstätte | Der Hülfensberg bei Geismar                               |
| Dünberg                       | 445,40   | Oberes Eichsfeld                                 | Lengenfeld u. St., Hildebrandshausen      | UH                                    | bewaldet, Menschenhöhle |                                                           |
| Kielforst                     | 436,60   | Ringgau (Südteil)                                | Pferdsdorf                                | WAK                                   | RL (an der Grenze zu Hessen), bewaldet                                                                                        | Der Kielforst von Wartha aus gesehen                      |
| Dün (Heiligenstadt)           | 435,40   | Dün                                              | Heilbad Heiligenstadt                     | EIC                                   | bewaldet, Aussichtsberg, Dünkreuz                                                                                             | Der Dün östlich von Heiligenstadt                         |
| Dudelberg                     | 435,10   | Falkener Platte                                  | Hallungen                                 | UH                                    | teils bewaldet, Wüstung Dudel                                                                                                 |                                                           |
| Kehrberg                      | 416,70   | Ringgau (Nordteil)                               | Ifta                                      | WAK                                   | teilweise bewaldet |                                                           |
| Harsberg                      | 409,70   | Hainich                                          | Lauterbach                                | WAK                                   | bewaldet, Jugendherberge | Das Urwald-Live-Camp auf dem Harsberg                     |
| Hohleite                      | 385,80   | Creuzburg- Eisenacher Graben                     | Krauthausen, Ütteroda                     | WAK                                   | bewaldet, geolog. Aufschluss                                                                                                  | Geologischer Aufschluss bei Ütteroda                      |
| Adolfsburg                    | 378,70   | Wanfrieder Werrahöhen (NR), Falkener Platte (OR) | Treffurt                                  | WAK                                   | teils bewaldet, Burg Normannstein                                                                                             | Die Adolfsburg oberhalb von Treffurt                      |
| Mihlberg                      | 377,70   | Creuzburg- Eisenacher Graben                     | Creuzburg, Ütteroda                       | WAK                                   | landwirtschaftlich genutzt |                                                           |
| Schlierberg                   | 362,60   | Creuzburg- Eisenacher Graben                     | Krauthausen, Creuzburg                    | WAK                                   | bewaldet | Der Schlierberg bei Creuzburg                             |
| Wernershäuser Höhe            | 358,40   | Hainich                                          | Mihla, Nazza                              | WAK                                   | teilweise bewaldet | Blick von Mihla zur Wernershäuser Höhe                    |
| Eichelberg                    | 334,90   | Creuzburg- Eisenacher Graben                     | Madelungen                                | WAK                                   | RL, bewaldet | Der Eichelberg (links) bei Madelungen                     |
| Breiter Berg (Fischersberg)   | 323,20   | Ringgau (Nordteil)                               | Falken, Frankenroda                       | WAK                                   | teilweise bewaldet |                                                           |
| Kahn                          | 321,70   | Falkener Platte                                  | Falken                                    | WAK                                   | teils bewaldet | Der Kahn oberhalb von Falken                              |

## Abkürzungen
Die in der Tabelle verwendeten Abkürzungen (alphabetisch sortiert) bedeuten:
Landkreis/e (Kfz-Kennzeichen):
- EIC = Landkreis Eichsfeld
- UH = Unstrut-Hainich-Kreis
- WAK = Wartburgkreis

Sonstiges:
- AT = Aussichtsturm
- FMT = Fernmeldeturm
- NR = naturräumlich
- NSG = Naturschutzgebiet
- OR = orographisch
- RL = Randlage (Lage des Objektes am Rand des Naturparkes)
- Whs = Wirtshaus (Gaststätte, Restaurant)